# Публий Монетий Филоген
Публий Монетий Филоген (лат. Publius Monetius Philogenes) — производитель ваз эпохи Римской империи.
До наших дней не дошла ни одна ваза, изготовленная Филогеном. О самом нём известно только лишь из надгробной надписи, которую, предположительно, можно относить к периоду правления императора Октавиана Августа.